# HD 56733
HD 56733，又名CD-38 3288，SAO 197785、HR 2769，是一颗恒星，视星等为5.8，位于銀經250.08，銀緯-11.91，其B1900.0坐标为赤經7h 13m 4.3s，赤緯-38° -11.91′ 26″。